# Archytas sibillans
Archytas sibillans là một loài ruồi trong họ Tachinidae.